# Florencja Sanudo
Florencja Sanudo (zm. 1371) – wenecka władczyni Księstwa Naksos w latach 1362-1371. 

## Życiorys
Była córką Giovanni I Sanudo. Jej współwładcą był Niccolò II Sanudo, następca zaś Niccolò III dalle Carceri. 